# Centurano
Centurano è un sobborgo di Caserta.
Situato nella zona-est del comune, confina a sud con la frazione di San Clemente, a nord con Tuoro, a nord-est con Garzano e a sud-ovest con San Benedetto, il territorio di Centurano è prevalentemente pianeggiante ed urbanizzato.

## Storia
Il borgo prende il nome dalla caratteristica di un tempo di quei terreni.
Si sviluppò grazie ai transiti di Ferdinando II di Napoli, nella zona sono presenti due antiche chiese, la chiesa di San Bartolomeo Apostolo, risalente al XII secolo, eretta da Belisario Corinzio, rappresentante del martirio di San Bartolomeo, e la chiesa di San Giuseppe, eretta tra il 1780 e il 1796 su richiesta degli abitanti di Centurano al re Ferdinando IV.
A Cenutrano è presente anche l’antica villa Pierantoni, storicamente appartenuta alla nobile casata Marzano-Pierantoni.